# Ulla Lööf
Ulla Elsie Helena Lööf född 24 oktober 1944 i Kristinehamn, är en svensk målare, tecknare och skulptör.
Hon är brorsdotter till konstnären Ingemar Lööf och har musikern Palle Danielsson som sin livskamrat.  
Lööf studerade vid Konstfackskolan i Stockholm. Hon har medverkat i samlingsutställningarna Unga tecknarepå Nationalmuseum och på Liljevalchs konsthall, separat har hon ställt ut i Kristinehamn, Graz, Oslo, Stockholm, Eskilstuna, Södertälje, Visby, Strängnäs och Katrineholm.
Hon har tilldelats Statligt stipendium 1980 och 1990 samt Thor Fagerqvist-stipendiet. 
Hennes konst består av skulpturer, målningar och teckningar inspirerade av Maya- och Inkakulturerna.
Hon är representerad i ett flertal kommuner, landsting och vid Statens Konstråd.